# Periconta obliqua
Periconta obliqua är en fjärilsart som beskrevs av Dyar 1912. Periconta obliqua ingår i släktet Periconta och familjen nattflyn. Inga underarter finns listade i Catalogue of Life.